# 4e Régiment d'artillerie (Appui général)
Le 4e Régiment d'artillerie (Appui général) [4e Régt (AG)] anciennement 4e Régiment d'artillerie antiaérienne (4e RAAA) est un régiment de l'Artillerie royale canadienne de l'Armée canadienne des Forces armées canadiennes. Il fait partie de la 5e Division du Canada et est stationné sur la base des Forces canadiennes (BFC) Gagetown au Nouveau-Brunswick.

## Histoire

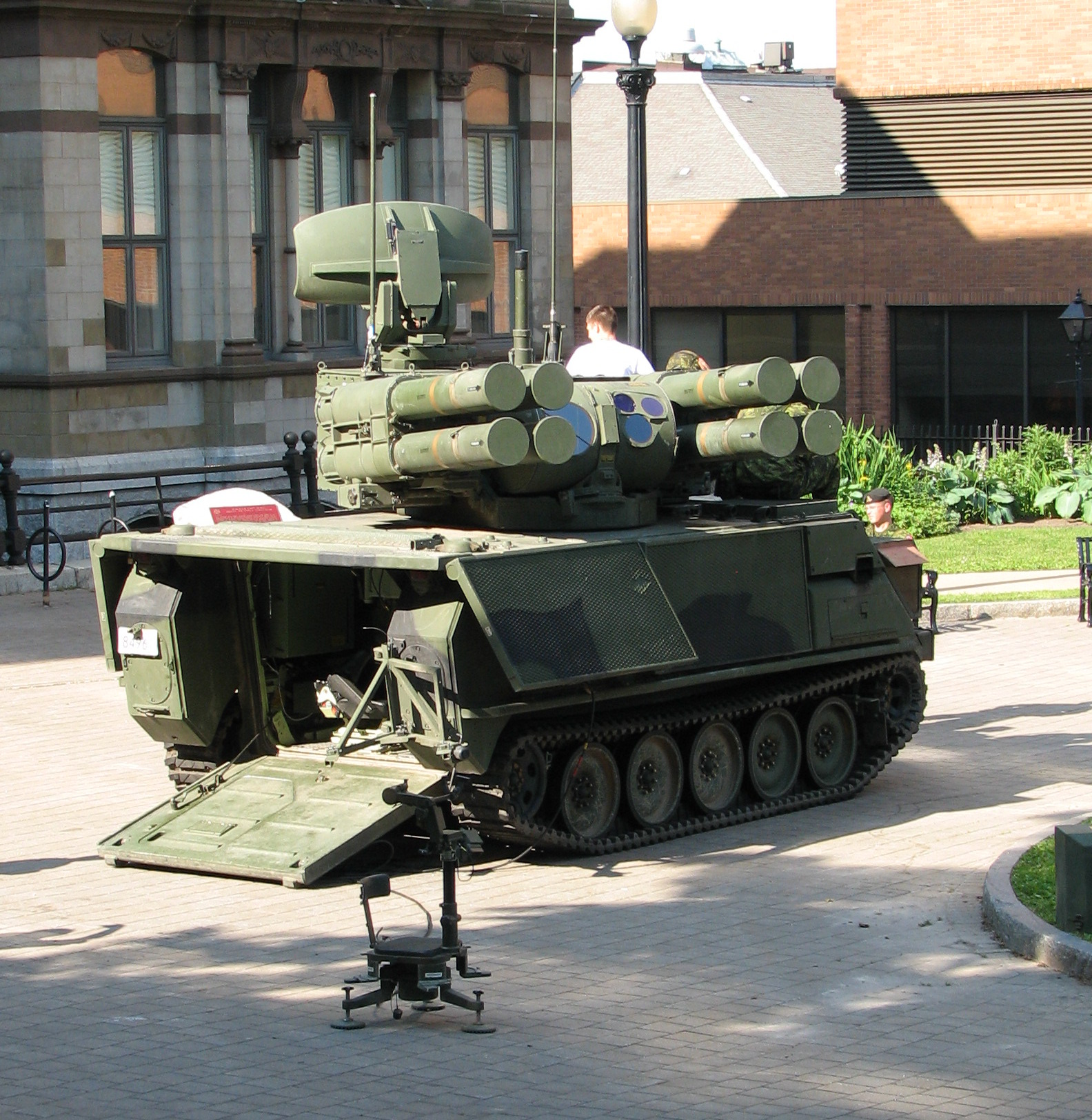
Présentation d'un système ADATS lors d'une journée portes ouverte en 2008.

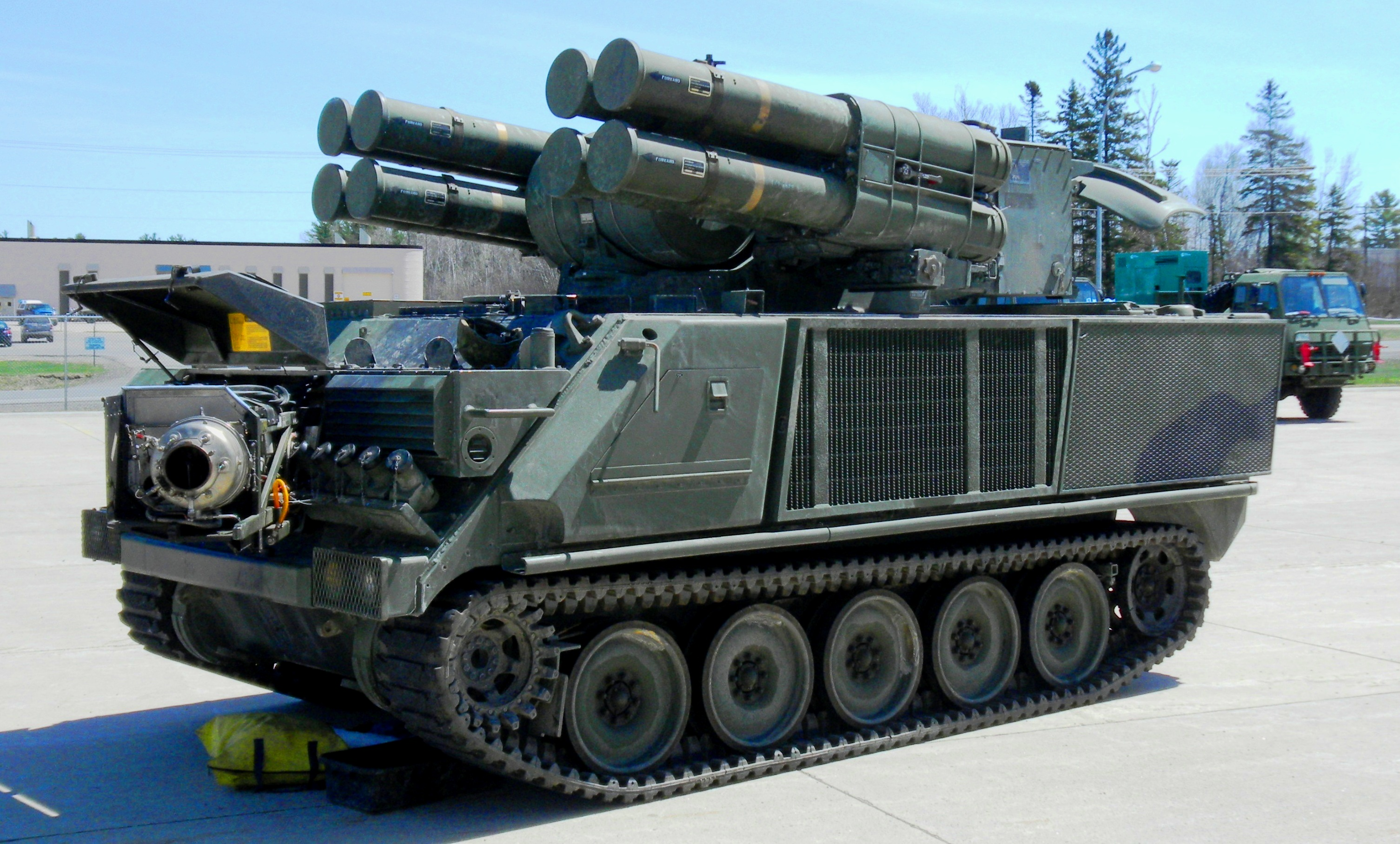
Système ADATS du 4e régiment de défense antiaérienne en 2011.

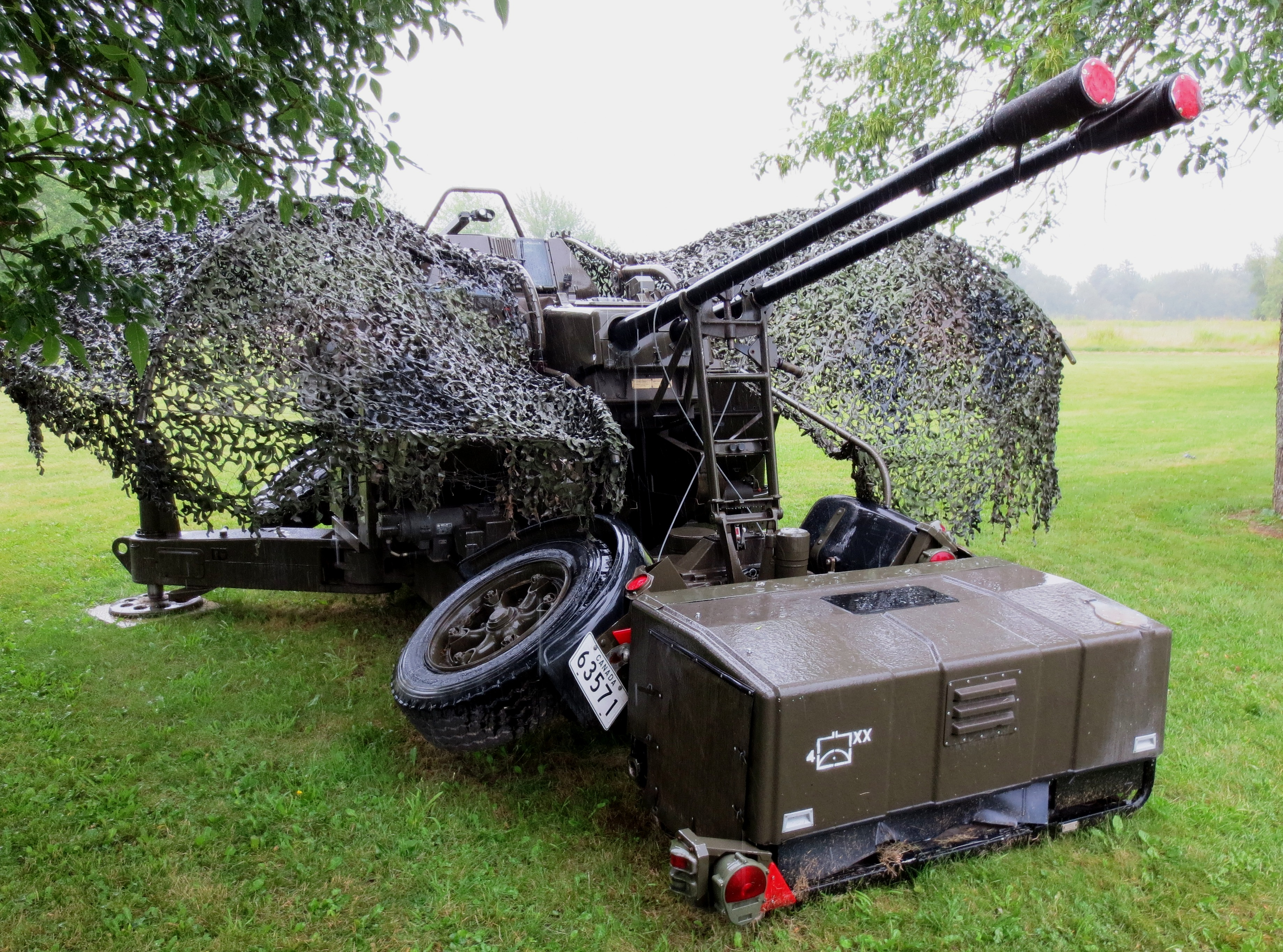
Un bitube 35mm Skyguard le 2 août 2013 au musée d'histoire militaire de la BFC Gagetown, les vingt exemplaires canadiens principalement utilisés par le 4e Régiment ont été retirés du service vers 2005/2006. On distingue bien le symbole APP-6A du régiment à l'avant de la caisse.

Le régiment a été créé le 27 novembre 1987 en Allemagne de l’Ouest sous le nom de 4e Régiment de défense antiaérienne pour recevoir les systèmes de missiles antiaériens et antichars ADATS. Il était d'abord stationné sur la BFC Lahr et la CFB Baden–Soellingen (en) en Allemagne de l'Ouest pour protéger le 4e Groupe-brigade mécanisé et la 1re Division aérienne.
L'organisation en 1989 est la suivante :
- 4 Air Defence Regiment, Royal Regiment of Canadian Artillery
  - Quarteniers & Service Battery, 4 Air Defence Regiment, RCA (2x M577, 2x M113)
  - 127 Air Defence Battery (détaché au 4e Groupe-brigade mécanisé du Canada), CFB Lahr (12x ADATS, 15x missiles sol-air à très courte portée Javelin, 5x M113)
  - 128 Air Defence Battery (détaché à la 4e escadre), CFB Baden-Söllingen (4x ADATS, 8x 35mm Skyguard)
  - 129 Air Defence Battery (détaché à la 3e escadre), BFC Lahr (4x ADATS, 8x 35mm Skyguard)
  - 4 Air Defence Workshop

Rapatrié au Canada après la fin de la guerre froide, il prend le nom de 4e Régiment d'artillerie antiaérienne le 15 avril 1995.
En 2007, les systèmes ADATS des batteries du 4e Régiment de défense antiaérienne se trouvent à Moncton et à Gagetown,
Ce système d'arme a été retiré du service en avril 2012.
Sous son nom actuel de 4e Régiment d'artillerie (Appui général), il est une unité ISTAR, sa mission est d’habiliter les opérations de l’Armée Canadienne en fournissant des Centres de Coordination (espace aérien, appui de feu, et surveillance et acquisition d’objectifs) effectifs au combat, des experts en ciblage et en feux joints au niveau de la Division, les petits systèmes d’aéronef sans pilote Boeing Insitu RQ-21 Blackjack (en) achetés à 5 exemplaires et livrés entre 2017 et 2019 sous le nom de « CU172 Blackjack », et le « radar à moyenne portée », nom donné au radar tridimensionnel à balayage électronique EL/M-2084 (en) de contre-batterie (utilisé par Israël pour le Dôme de fer) dont une dizaine d'exemplaires sont livrés à partir de 2018.